# 双五角丸塔反柱
双五角丸塔反柱（そうごかくまるとうはんちゅう、Gyroelongated pentagonal birotunda）とは、48番目のジョンソンの立体で、正十角反柱の2つの底面に正五角丸塔(J6)をつけた形である。

3次元空間上では鏡像の区別が存在する。

## 関連図形
| 正五角丸塔反柱 （片方の丸塔を取り除く）                                | 同相双五角丸塔 （同相になるように反角柱を取り除く）                        | 二十・十二面体 （同相にならないように反角柱を取り除く） |
| 同相双五角丸塔柱 （反角柱を角柱に変え、片側を同相になるように18°回す） | 異相双五角丸塔柱 （反角柱を角柱に変え、片側を同相にならないように18°回す） | 五角台塔丸塔反柱 （片側の丸塔を台塔に変える）           |